# Marin Preda
Marin Preda (ur. 5 sierpnia 1922 r. w Siliștea Gumești, okręg Teleorman, zm. 16 maja 1980 r. w Mogoșoai) – rumuński powieściopisarz i nowelista.